# Ihor Jemczuk
Ihor Fedorowycz Jemczuk (ukr. Ігор Федорович Ємчук, ros. Игорь Фёдорович Емчук, Igor Fiodorowicz Jemczuk; ur. 20 sierpnia 1930 w Kijowie, zm. 5 marca 2008 tamże) – ukraiński wioślarz reprezentujący ZSRR, dwukrotny medalista olimpijski.
Wystąpił na igrzyskach olimpijskich w Helsinkach w 1952 roku, gdzie wspólnie z Heorhijem Żylinem zdobył srebrny medal w dwójkach podwójnych. W finale o 6,1 sekundy wyprzedziła ich osada ZSRR, a o 5,4 sekundy pokonali osadę Urugwaju. Na rozgrywanych cztery lata później igrzyskach olimpijskich w Melbourne razem z Żylinem i Władimirem Pietrowem zdobył brązowy medal w dwójkach ze sternikiem. W finale uplasowali się o 4,9 sekundy za osadą USA i o 1,8 sekundy za osadą Wspólnej Reprezentacji Niemiec. 
Ponadto zdobył złoto na mistrzostwach Europy w Gandawie (1955) i brąz na mistrzostwach Europy w Amsterdamie (1954) w dwójkach podwójnych. Wywalczył również srebro w dwójce ze sternikiem na mistrzostwach Europy w Duisburgu (1957).
Zdobywał mistrzostwo ZSRR w dwójce podwójnej w latach 1952-1956 i w dwójce ze sternikiem w latach 1957-1959. Po zakończeniu kariery pracował jako trener. Odznaczony Orderem „Znak Honoru”.